# کنتاکی دربی

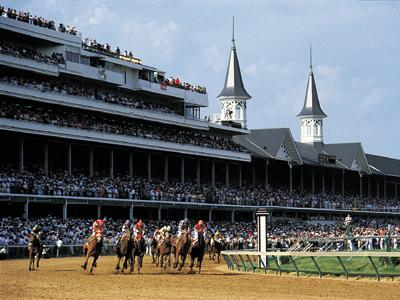
مسابقه کنتاکی دربی بسال ۱۸۷۵ بازمی‌گردد.

کِنتاکی دِربی (به انگلیسی: Kentucky derby) یک مسابقهٔ معروف سالیانهٔ اسب‌دوانی در ایالات متحده آمریکا است. از این مسابقه به عنوان یکی از مهم‌ترین مسابقات اسب‌دوانی دنیا، یاد می‌شود.
کنتاکی دربی هر ساله در نخستین روز از ماه مه در مجموعهٔ چرچیل داونز در شهر لویی‌ویل، کنتاکی برگزار می‌شود.